# Mojave (Marskrater)
Mojave ist ein Marskrater, der sich in der Xanthe Terra Region befindet.

## Lage
Der Krater befindet sich äquatornah in der nördlichen Hemisphäre. In direkter Nachbarschaft befindet sich der ehemalige Ausflusskanal Tiu Valles.

## Beschreibung

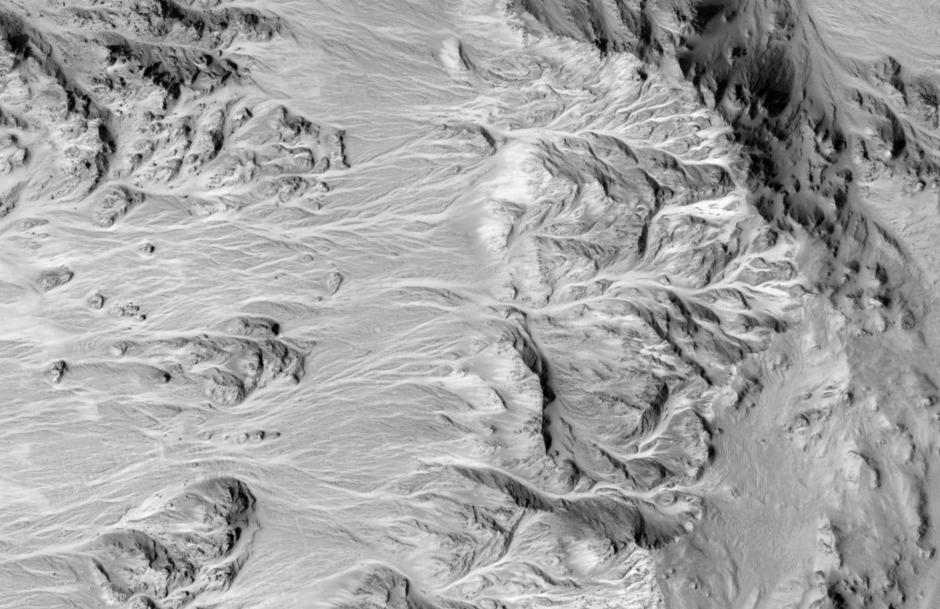
Schwemmfächer am Kraterrand

Mit einem Durchmesser von 58 km ist er der größte Marskrater, der ein Strahlensystem besitzt. Aufgrund dessen und dem Fakt dem weitestgehenden Fehlen von überlagerten Kratern, nimmt man ein für einen Krater dieser Größe sehr junges Alter von bis zu 10 Millionen Jahren an. Ein weiterer Hinweis für seine kürzliche Entstehung sind die gut erhaltenden Schwemmkegel und Kanäle am Rand des Kraters. Diese könnten zeigen, dass durch den Impakt Wasser freigesetzt wurde.
Stephanie C. Werner und Kollegen schlugen den Krater als Kandidat für die Shergottite, eine Gruppe die 80 % aller auf der Erde gefundenen Marsmeteoriten ausmacht, vor. Dies stieß bei anderen Wissenschaftler auf Skepsis, da sie annehmen, dass die Gruppe sich aus mehreren Einschlägen zusammensetzt.